# Intelligenzaktion Litzmannstadt
Intelligenzaktion Litzmannstadt (pol. Akcja Inteligencja – Litzmanstadt) – kryptonim akcji eksterminacyjnej przeprowadzonej przez Niemców w latach 1939–1940 w rejonie Łodzi w ramach tzw. Intelligenzaktion.

## Historia
Akcja ta wymierzona była w działaczy żydowskich partii lewicowych, przedstawicieli mieszczaństwa i inteligencji żydowskiej w Łodzi, zwłaszcza działaczy politycznych i społecznych oraz polską elitę intelektualną ziemi łódzkiej – akcja miała na celu jej całkowitą eliminację i była wstępem do germanizacji tego regionu Polski po rozpoczęciu okupacji niemieckiej i jego aneksji przez III Rzeszę. Wymordowano w niej około 500 urzędników, znanych w regionie działaczy społeczno-politycznych i gospodarczych, duchownych, nauczycieli.
W wyniku akcji przeprowadzonej między 9 a 11 listopada 1939 niemiecka policja aresztowała na podstawie specjalnych list proskrypcyjnych (tzw. „Sonderfahndungsbuch Polen”) około 1500 osób. Zatrzymanych umieszczono w kinie „Wolność” w Pabianicach, w fabryce Arnolda Bayera w Rudzie Pabianickiej oraz w obozie w fabryce włókienniczej Michała Glazera na Radogoszczu, który w następnych dniach stał się głównym miejscem osadzenia więźniów tej akcji. Z czasem, do końca listopada 1939 r., przeniesiono do niego aresztantów z Pabianic i Rudy Pabianickiej po wstępnie dokonanej selekcji. Stąd zabierano ich do siedziby łódzkiego gestapo przy al. K. Anstadta, gdzie funkcjonował sąd doraźny. W ciągu kilkuminutowej rozprawy zapadały w zasadzie tylko wyroki śmierci, które były natychmiast wykonywane zbiorowo w położonym kilka kilometrów na północny zachód od Zgierza lesie lućmierskim. Pierwsza egzekucja ok. 40 osób odbyła się dzień później w lesie łagiewnickim i rozstrzelano w niej głównie łódzkich nauczycieli. Kolejne egzekucje odbyły się w dniach 21-30 listopada – między innymi też na poligonie Brus w Łodzi – i były kontynuowane do 1940.
Kontynuacją tej akcji była akcja w maju 1940 r., tym razem przede wszystkim skierowana przeciwko łódzkiej młodzieży, którą wywieziono, po krótkim pobycie w więzieniu radogoskim do KL Dachau, gdzie wielu z nich zmarło, ale wielu też dotrwało do wyzwolenia. W ramach tej akcji zostali aresztowani między innymi Henryk Debich i Włodzimierz Skoczylas. Pierwszy zwolniony jeszcze w czasie wojny, drugi przeżył obóz.

## Ofiary akcji
W regionalnej akcji Intelligenzaktion w regionie łódzkim zginęli m.in.:
- Edward Dudkiewicz – prezes Zarządu Oddziału Grodzkiego Związku Nauczycielstwa Polskiego (ZNP)
- Jan Gertner – nauczyciel z Łodzi
- Zygmunt Kłys – działacz społeczny z Pabianic
- Czesław Kowalski – sekretarz grodzki BBWR
- Stefan Kulczyński – prezes Polskiego Związku Zawodowego Dziewiarzy
- Aleksander Margolis – lekarz, działacz Bundu
- Wacław Lambrecht – urzędnik Zarządu Miejskiego
- Władysław Łuczakowski – członek Stronnictwa Ludowego
- Chaim Lajb Poznański – żydowski nauczyciel i działacz oświatowy oraz polityczny i społeczny w Łodzi
- Jan Ring – dyrektor Kolei Elektrycznych i prezes Oddziału Łódzkiego Związku Obrony Kresów Zachodnich
- Aleksy Rżewski – były prezydent Łodzi
- Tomasz Wasilewski – senator RP i prezes Oddziału (ZNP)
- Władysław Wierzbicki – harcmistrz RP
- Tomasz Wilkoński – dyr. ds. administracyjnych i pracowniczych zakładów scheiblerowskich w Łodzi
- Wacław Wojewódzki – były wiceprezydent Łodzi
- Feliks Wołoszczuk – inspektor szkolny